# بيرسي إيفانز
بيرسي إيفانز (20 يوليو 1894 - 17 يناير 1959 في المملكة المتحدة) (بالإنجليزية: Percy Evans)‏ هو لاعب كريكت بريطاني وبريطاني (وحمل سابقاً جنسية المملكة المتحدة لبريطانيا العظمى وأيرلندا). لعب مع نادي مقاطعة ورسسترشاير للكريكيت ‏.

## وصلات خارجية
- بيرسي إيفانز على موقع إي آس بي آن كريك إنفو (الإنجليزية)